# 7a Brigada Mixta (Exèrcit Popular de la República)
La 7a Brigada Mixta va ser una unitat de l'Exèrcit Popular de la República creada durant la Guerra Civil Espanyola.

## Historial
La unitat es va constituir el 27 de març de 1937 amb dos batallons independents que havien pres part en la batalla del Jarama. El seu primer cap va ser el comandant d'infanteria Domingo Benages Sacristán, encara que el 25 de juny de 1937 el comandament de la unitat va passar al major de milícies Américo Brizuela Cuenca. La unitat va arribar a participar en la batalla de Brunete, però va sortir tan malparada dels combats que va haver de ser retirada i dissolta.
La brigada va ser recreada novament, sent assignada la seva numeració a la 30a Brigada Mixta Bis —que al seu torn es va formar sobre la base del 120è Batalló de la 30a Brigada Mixta. La unitat va passar la resta de la contesa al Front de Madrid, assignada a la 69a Divisió, sense intervenir en operacions militars de rellevància. Al març de 1939, després del cop de Casado, el comandament de la brigada va passar al comandant d'infanteria Ciriaco Sidrach de Cardona del Toro.

## Comandaments
Comandants
- Comandant d'infanteria Domingo Benages Sacristán
- Major de milícies Américo Brizuela Cuenca
- Major de milícies Arturo Caballero Ledesma
- Major de milícies Valentín Bravo Criado
- Comandant d'infanteria Ciriaco Sidrach de Cardona del Toro

Comissaris
- Ángel Fernández Sedano
- Ángel Peinado Leal